# Geometry Dash
Geometry Dash — компьютерная игра, соединяющая жанры 2D-платформера и ритм-игры, выпущенная изначально для мобильных устройств на iOS/Android, позже и для PC. Создатель игры — шведский разработчик Роберт Топала, выступающий под псевдонимом RobTop. Игровой процесс заключается в прохождении уровня со множеством препятствий под ритмичную музыку. Помимо этого в игре можно создавать собственные уровни и выкладывать их на сервера, из-за чего вокруг игры сложилось активное сообщество фанатов.
Спустя почти 7 лет без обновлений 20 декабря 2023 года вышла версия 2.2, в которой были добавлены новые уровни и игровые режимы, а также другие улучшения, в том числе для встроенного редактора уровней. Обновление вызвало заметный скачок популярности Geometry Dash среди игроков в Steam.

## Игровой процесс
Как такового сюжета в игре нет. Игра содержит 26 встроенных уровней, 19 из которых открыты для прохождения сразу, ещё три открываются после сбора на других уровнях определённого количества секретных монет, а также 4 уровня находятся в так называемой «Башне», в которой все уровни находятся в режиме платформера, и открываются после прохождения прошлого уровня. Уровни представляют собой полосы препятствий, по которым движется персонаж игрока, принимающий одну из нескольких форм, каждая из которых движется по-своему, и длятся в среднем 1,5-2 минуты. Полоса препятствий синхронизирована с саундтреком уровня, в качестве которого выступают электронные музыкальные треки таких композиторов, как Waterflame, DJ-Nate, F-777, DJVI, MDK и других. Управление производится нажатием правой кнопки мыши, некоторых кнопок клавиатуры или нажатием по сенсорному экрану. Столкнувшись с препятствием, игрок начинает прохождение с начала уровня.  Помимо классического режима игры, присутствует и режим платформера — режим игры с неограниченным временем прохождения и особым управлением. Существует также режим практики, в котором можно ставить точки сохранения посреди уровня и при смерти продолжать прохождение с них. Персонаж игрока может принимать следующие формы:
- Куб. Движется вперёд, при нажатии подпрыгивает.
- Корабль. Летит по пространству или движется по поверхности, при зажимании набирает высоту, иначе начинает падать. В режиме платформера заменяется на джетпак.
- Шар. Движется по поверхности, при нажатии меняет свою гравитацию на противоположную.
- НЛО. Летит по пространству или движется по поверхности, при нажатии подпрыгивая в воздухе.
- Волна. Движется зигзагом, при зажимании — вверх, при отпускании — вниз. Недоступна в режиме платформера.
- Робот. Движется как куб, но подпрыгивает в зависимости от долготы зажима. При коротком нажатии подпрыгивает ниже чем куб.
- Паук. Движется как шар, но при нажатии не падает, а мгновенно перемещается на противоположную поверхность.
- Свинг. Летит по пространству, но при нажатии меняет свою гравитацию в воздухе. Недоступен в режиме платформера.
- Джетпак. Похож на свою изначальную версию — корабль, управляется точно так же, но поднимается и падает быстрее, чем корабль, в то время как корабль более плавно поднимается и падает. Доступен только в режиме платформера, заменяя корабль.

Помимо препятствий, на уровнях присутствуют батуты (подбрасывают персонажа, меняют его гравитацию или мгновенно перемещают на другую поверхность), висящие в воздухе сферы (изменяют вектор движения персонажа, если он нажмёт кнопку, находясь рядом со сферой) и порталы следующих типов:
- Меняющие форму персонажа.
- Меняющие скорость движения персонажа.
- Пара порталов, телепортирующих персонажа из входного в выходной.
- Меняющий гравитацию на направленную.
- Отзеркаливающий изображение на экране.
- Меняющий размер персонажа вместе с уменьшением размера прыжков.
- Создающий копию персонажа, на которую действует противоположно направленная гравитация. После этого игрок управляет обоими персонажами одновременно.

Для трёх последних порталов есть также порталы, отменяющие их действие.
Игрок получает внутриигровые награды нескольких типов (звёзды, луны, орбы, алмазы, секретные монеты, пользовательские монеты, осколки и ключи) за прохождение уровней и наборов уровней, и периодически — просто за вход в игру. За сбор определённого количества наград игрок получает новый внешний вид персонажей и другие визуальные эффекты или же возможность купить их в игровом магазине. Возможности покупать что-либо за реальные деньги нет.
В игре с первой же версии существует редактор уровней, в котором можно построить свой уровень и выложить его для прохождения другими игроками. Изначально в пользовательских уровнях можно было использовать только музыку из официальных уровней, но позже в обновлении 1.9 добавилась возможность использовать свободную музыку с сайта Newgrounds. Пользовательские уровни могут быть отправлены на проверку модераторам игры, и, впоследствии, быть отмеченными разработчиком как «оценённые», «избранные», «эпические», «легендарные» или «мифические». За оценённый уровень, создатель получает «очки создателя» и попадает в соревновательный список среди создателей уровней. Получаемые очки создателя распределяются в зависимости от того, насколько хорошо оценён уровень. За прохождение таких уровней выдаются награды в виде орбов, звёзд или лун в зависимости от режима игры в уровне. Перед публикацией уровень должен быть верифицирован, то есть пройден игроком, для доказательства того, что его можно пройти. Верификация сложнейших уровней лучшими игроками может занимать несколько месяцев.
После появления возможности использовать музыку с Newgrounds многие игроки стали загружать на этот сайт не свою музыку для использования её в своих уровнях, нарушая авторские права её создателей; на модераторов Newgrounds легла большая нагрузка по поиску и удалению таких треков. Кроме того, многие игроки стали требовать от популярных композиторов разрешить использовать всю их музыку в игре, из-за чего некоторые композиторы отказались продолжать сотрудничество с Newgrounds, пока музыка оттуда доступна в игре. В январе 2017 года, после подачи петиции на сайте change.org и множественных жалоб композиторов в Steam, игра была удалена из AppStore, Google Play и Steam. Через несколько дней было достигнуто соглашение: в игре стало можно использовать только музыку композиторов, явным образом согласившихся на это и внесённых в «белый список» создателем игры; после этого игра вернулась в магазины.

## Отзывы, награды и продажи
| Иноязычные издания | Иноязычные издания |
| Издание            | Оценка             |
| ------------------ | ------------------ |
| Jeuxvideo.com      | 18/20              |
| Softpedia          | [ 12 ]             |
| 148Apps            | [ 13 ]             |

Портал Softpedia похвалил стиль игры и её сложность, написав: «Хотя иногда игра может немного расстраивать, вы всегда можете пройти этапы, используя режим тренировки, а затем перейти на множество различных пользовательских уровней». Сайт 148Apps дал игре положительный отзыв: «Geometry Dash предоставляет все испытания, которые ожидаются от „невозможной“ игры, и в то же время делает её более доступной для новичков».
Geometry Dash была номинирована на премию The Steam Awards 2016 года в категории «От любви до ненависти». Тогда премию получила Dark Souls III.
Летом 2018 года, благодаря уязвимости в защите Steam Web API, стало известно, что точное количество пользователей сервиса Steam, которые играли в игру хотя бы один раз, составляет 1 317 156 человек. В 2018 году Geometry Dash заняла 2-е место в топ-10 платных игр для iPad и 7-е место в топ-10 платных игр для iPhone в App Store. В 2019 году игра сохраняла 2-е место в топ-10 платных игр на iPad, занимая уже 5-е место в топ-10 платных игр для iPhone.

## Побочные игры той же серии

### Geometry Dash Lite (2013)
Geometry Dash Lite — бесплатная неполная версия игры Geometry Dash только для мобильных устройств. Всего в игре доступно 19 первых уровней, а также 4 уровня из «Башни». Отсутствует возможность создавать уровни и проходить гаунтлеты. В данной версии, как и в Geometry Dash World, также имеется неполный доступ к онлайн-уровням — есть Daily (ежедневный), Weekly (еженедельный) и Event (событийный) уровни, которые обновляются регулярно, помимо этого присутствуют разделы «Featured» и «Bonus», в которых присутствуют недельные уровни, взятые из оригинальной игры и сделанные другими игроками, которые понравились автору игры и были добавлены в неё. Есть возможность покупать иконки в магазинах и открывать их в «Paths», можно открыть хранилище и открывать сундуки, доступен секретный уровень «The Challenge» и секретная комната после его прохождения. В связи с этим возможно получить большинство достижений из Geometry Dash. Присутствует реклама.

### Geometry Dash Meltdown (2015)
Geometry Dash Meltdown — бесплатная игра-дополнение только для мобильных устройств, которая дополняет мир Geometry Dash и включает в себя 3 уровня. Является демо-версией обновления 2.0. В игре есть новые скины на персонажа, специальные достижения, которых нет в оригинальной части. Отсутствует редактор уровней, нет пользовательской музыки. Присутствует реклама.

### Geometry Dash World (2016)
Geometry Dash World — бесплатная игра-дополнение только для мобильных устройств,, которая дополняет мир Geometry Dash и включает в себя 2 локации по 5 уровней, примерно 30 секунд каждый. Является демо-версией обновления 2.1. Отсутствует возможность создавать уровни и проходить гаунтлеты. Как и в Lite-версии, имеется неполный доступ к онлайн-уровням — есть Daily (ежедневный), Weekly (еженедельный) и Event (событийный) уровни, которые обновляются регулярно, помимо этого присутствует раздел «Featured», в котором присутствуют недельные уровни, взятые из оригинальной игры и сделанные другими игроками, которые понравились автору игры и были добавлены в неё. Есть возможность покупать иконки в магазинах и открывать их в «Paths», можно открыть хранилище и открывать сундуки, доступен секретный уровень «The Challenge» и секретная комната после его прохождения. В связи с этим возможно получить большинство достижений из Geometry Dash. Присутствует реклама.

### Geometry Dash SubZero (2017)
Geometry Dash SubZero — бесплатная игра-дополнение только для мобильных устройств, которая дополняет мир Geometry Dash и включает в себя 3 новых уровня. Является демо-версией обновления 2.2. Отсутствует редактор уровней, нет пользовательской музыки. В данной версии было добавлено 3 новых уровня, в которых присутствуют некоторые нововведения, в частности управление камерой и поворот движения персонажа в другую сторону (не визуальный, как в портале). Было добавлено несколько новых кубов и связанных с ними достижений. Присутствует реклама.